# Hendrik Wilhelm Schummelketel (1791-1847)
Hendrik Wilhelm Schummelketel (Maastricht, 15 juli 1791 – Meppel, 25 oktober 1847) was een Nederlandse schulte,  burgemeester en belastingontvanger.

## Leven en werk
Schummelketel, zoon van luitenant-kolonel Hendrik Wilhelm Schummelketel en Alida Goverdina van Hoorn, vestigde zich met zijn vader in 1809 in het Drentse Gieten en werd in 1811 aangesteld als enige klerk in dienst van de toenmalige gemeenten Gasselte, Gieten en Anloo, waarschijnlijk vanwege zijn beheersing van de Franse taal. In 1812 werd hij benoemd tot maire van Anloo. Vanaf 1813 werd deze functie schulte genoemd, vanaf 1819 schout  en vanaf 1825 burgemeester. Schummelketel verzocht in 1812 om zijn functie te mogen uitoefenen vanuit Eext.  Pas in 1895 zou het gemeentehuis van Eext verplaatst worden naar Annen. In 1826 legde hij zijn burgemeestersfunctie neer en werd secretaris en ontvanger van Anloo. Hij werd tevens rijksontvanger der directe belastingen van de gemeenten Anloo, Vries en Zuidlaren. In 1839 werd hij als rijksontvanger benoemd in Meppel.
Schummelketel was op 24 september 1824 te Anloo getrouwd met de uit Coevorden afkomstige weduwe Brechina Wobbina de Blécourt, dochter van dochter van Johannes de Blécourt en Wubbina Catarina van Trojen. Zijn vader Hendrik Willem Schummelketel werd in 1825 burgemeester van Gieten.